# Авиатор (фильм, 2004)
«Авиа́тор» (англ. The Aviator) — американская эпическая биографическая драма 2004 года, девятнадцатый полнометражный фильм, снятый режиссёром Мартином Скорсезе по сценарию Джона Логана. В главных ролях: Леонардо Ди Каприо в роли Говарда Хьюза, Кейт Бланшетт в роли Кэтрин Хепбёрн и Кейт Бекинсейл в роли Авы Гарднер. В ролях второго плана: Иэн Холм, Джон Райли, Алек Болдуин, Джуд Лоу, Гвен Стефани, Келли Гарнер, Мэтт Росс, Уиллем Дефо, Алан Алда и Эдвард Херрманн.
Основанный на научно-популярной книге Говарда Хьюза 1993 года Чарльза Хайэма «Тайная жизнь», фильм рассказывает о жизни Говарда Хьюза, пионера авиации и режиссёра фильма Ангелы Ада. Фильм рассказывает о его жизни с 1927 по 1947 год, за это время Хьюз стал успешным кинопродюсером и авиационным магнатом, одновременно становясь все более неуравновешенным из–за тяжёлого обсессивно-компульсивного расстройства (ОКР).
Снятый в Монреале, фильм Авиатор был выпущен в широкий прокат в США 25 декабря 2004 года и получил положительные отзывы критиков, которые высоко оценили режиссуру Скорсезе, его операторскую работу и игру Ди Каприо и Бланшетт. Фильм собрал в прокате 214 миллионов долларов при бюджете в 110 миллионов, что стало умеренным коммерческим успехом в прокате.
Фильм получил 11 главных номинаций на 77-й церемонии вручения премии «Оскар», в том числе за лучший фильм, лучшую режиссуру (Скорсезе), лучшую мужскую роль (Ди Каприо) и лучшую мужскую роль второго плана (Альда), а также 5 главных наград, в том числе за лучшую женскую роль второго плана (Бланшетт). На 58-й церемонии вручения кинопремии Британской киноакадемии фильм получил 14 номинаций, в том числе за лучшую режиссуру, лучшую мужскую роль (за Ди Каприо) и лучшую мужскую роль второго плана (за Альду), а также 4 награды, в том числе за лучший фильм и лучшую женскую роль второго плана (за Бланшетт). Фильм получил 6 номинаций на 62–ю премию «Золотой глобус», в том числе за лучшую режиссёрскую работу и лучшую женскую роль второго плана (Бланшетт), и получил 3 главные награды, в том числе за лучший фильм — драма и лучшую мужскую роль — драма (Ди Каприо). Фильм также получил 3 номинации на 11-ю премию Гильдии киноактёров США, в том числе за лучшую мужскую роль в главной роли (Ди Каприо) и за лучшую женскую роль второго плана (Бланшетт).

## Сюжет
1913 год. В Хьюстоне восьмилетний Говард Хьюз принимает ванну при помощи своей матери. Она учит его произношению слова «карантин» и рассказывает о недавней вспышке холеры в городе, призывая его «быть осторожнее».
1927 год. Говард Хьюз начинает снимать фильм «Ангелы ада» и нанимает Ноа Дитриха для управления своей бизнес-империей. После выхода первого частично звукового фильма «Певец джаза», он становится одержимым реалистичной съёмкой своего фильма, который также решает сделать звуковым. Хотя фильм был положительно принят на премьере в Голливуде, предприниматель остаётся недовольным конечным результатом и решает внести дополнительные правки. Говард начинает встречаться с актрисой Кэтрин Хепбёрн, помогающей ему пережить симптомы обсессивно-компульсивного расстройства (ОКР).
1935 год. Хьюз в ходе тестирования H-1 Racer добивается нового рекорда скорости, хотя из-за недостатка топлива ему приходится совершить аварийную посадку в свекольном поле. Через три года он совершает мировой авиаперелёт из США в Европу и СССР за рекордные четыре дня. В этот момент Говард приобретает контрольный пакет акций авиакомпании Transcontinental & Western Air (TWA), чем привлекает внимание главы Pan American World Airways Хуана Триппа. Последний поручает своему другу — сенатору от штата Мэн Ральфу Оуэну Брюстеру — внести законопроект, дающий Pan Am монопольные права на международные авиаперевозки. Хепбёрн устаёт от эксцентричности своего партнёра, после чего начинает встречаться с актёром Спенсером Трэйси. Хьюз быстро находит ей замену в лице 15-летней Фейт Домерг, а позже — в актрисе Аве Гарднер.
Середина 1940-х годов. Хьюз заключает с Военно-воздушными силами Армии США контракт на разработку самолёта-разведчика и военно-транспортного самолёта для применения во Второй мировой войне. В 1947 году, пока летающая лодка H-4 Hercules ещё находится в разработке, Говард проводит испытательный полёт разведывательного самолёта XF-11. Однако один из двигателей выходит из строя и самолёт падает в районе Беверли-Хиллз, сам Хьюз получает тяжёлые ранения. С окончанием войны армия решает отменить заказ на H-4 Hercules, хотя Хьюз уже из личных средств продолжает финансировать его разработку. После выписки из больницы он поставлен перед выбором: развивать авиакомпанию или «летающую лодку». Предприниматель указывает Дитриху заложить активы TWA.
С обострением ОКР Хьюз становится параноиком, устанавливает микрофоны и организует прослушку телефона и наружное наблюдение в доме Гарднер, узнавшая об этом актриса выгоняет его. ФБР организует обыски в его доме и компаниях, ища улики по спекуляции на войне. Брюстер в частной беседе предлагает Хьюзу снять обвинения в обмен на продажу TWA Триппу, но Хьюз отказывается. ОКР прогрессирует, и предприниматель на три месяца запирается в «свободную от микробов зону». Но это только ухудшает его состояние. Трип советует Брюстеру пригласить Хьюза на сенатские слушания. Гарднер посещает Хьюза, ухаживает за ним и одевает, готовя к будущим слушаниям. Он предлагает ей выйти за него замуж, но она смеётся и замечает, что он «слишком хорош» для неё.
В ходе трёхдневных слушаний в сенатской комиссии Говард с воодушевлением защищает свою позицию против выдвинутых обвинений, в ответ обвинив Брюстера в получении взяток от Триппа. В завершении предприниматель объявляет: я выполню взятое на себя обязательство достроить H-4, и если самолёт не сможет взлететь — покину США. Законопроект Брюстера проваливается. После успешного испытательного полёта 2 ноября 1947 года Хьюз говорит с Дитрихом и инженером Гленном Одекерком о новом реактивном самолёте TWA. Однако появление группы мужчин в перчатках вызывает у предпринимателя паническую атаку, он начинает заговариваться. Хьюза прячут в уборной, которую караулит Одекерк до возвращения Дитриха с врачом. После этого Хьюз смотрит на собственное отражение в зеркале, начиная повторять одну и ту же фразу — «дорога в будущее» (англ. the way of the future, дословный перевод — «путь будущего», «дорога будущего»).

## В ролях
| Актёр              | Роль                                             |
| ------------------ | ------------------------------------------------ |
| Леонардо Ди Каприо | Говард Хьюз                                      |
| Кейт Бланшетт      | Кэтрин Хепбёрн                                   |
| Кейт Бекинсейл     | Ава Гарднер                                      |
| Джон К. Рейли      | Ноа Дитрих                                       |
| Дэнни Хьюстон      | Джек Фрай                                        |
| Адам Скотт         | Джонни Мейер                                     |
| Алек Болдуин       | Хуан Трипп                                       |
| Алан Алда          | сенатор Ральф Оуэн Брюстер                       |
| Иэн Холм           | профессор Фитц                                   |
| Гвен Стефани       | Джин Харлоу                                      |
| Уиллем Дефо        | Роланд Свит                                      |
| Келли Гарнер       | Фейт Домерг                                      |
| Джуд Лоу           | Эррол Флинн                                      |
| Брент Спайнер      | Роберт Гросс                                     |
| Стэнли ДиСантис    | Луис Майер                                       |
| Фрэнсис Конрой     | миссис Хепбёрн                                   |
| Эдвард Херрманн    | Джозеф Брин                                      |
| Мэтт Росс          | Гленн Одекерк                                    |
| Энн В. Коутс       | киномонтажёр Говарда Хьюза (в титрах не указана) |

## Постановка диагноза Говарду Хьюзу
В авторской версии фильма в качестве бонуса на DVD издании представлен краткий рассказ о постановке диагноза Говарду Хьюзу — обсессивно-компульсивное расстройство (ОКР). Рассказ имеет название: «The Affliction of Howard Hughes: Obsessive-Compulsive Disorder» / «Недуг Говарда Хьюза: Обсессивно-компульсивное расстройство». К съёмкам «Авиатора»  был привлечён психиатр Джеффри Шварц. И хотя до конца неизвестно, страдал ли настоящий Говард Хьюз ОКР, Леонардо Ди Каприо в роли Хьюза достаточно убедительно показал симптомы этого расстройства.

## Особенности съёмки
В статье для журнала «American Cinematographer» Джон Павлус пишет: «Фильм может похвастаться амбициозным сочетанием старинных световых технологий, обширных последовательностей эффектов и цифрового воссоздания двух исчезнувших цветовых решений в кино: двухцветного и трехполосного Technicolor».
В течение первых 52 минут фильма, сцены появляются в оттенках только красного и синего цвета; зеленые объекты отображались как синие. Это было сделано, по словам Скорсезе, для имитации первых цветных плёнок бипак, в частности, процесса Multicolor, которым владел сам Хьюз, имитирующего доступные технологии той эпохи. Точно так же многие сцены, посвящённые событиям после 1935 года, были обработаны для имитации насыщенной картинки Техниколора. Остальные сцены были колоризированы и включены в фильм. Цветовые эффекты были созданы Legend Films.

## Награды и номинации
| Премия                         | Категория                                             | Имя                                                                   | Результат |
| ------------------------------ | ----------------------------------------------------- | --------------------------------------------------------------------- | --------- |
| Оскар                          | Лучший фильм                                          | Майкл Манн, Грэм Кинг                                                 | Номинация |
| Оскар                          | Лучшая режиссура                                      | Мартин Скорсезе                                                       | Номинация |
| Оскар                          | Лучшая мужская роль                                   | Леонардо Ди Каприо                                                    | Номинация |
| Оскар                          | Лучшая мужская роль второго плана                     | Алан Алда                                                             | Номинация |
| Оскар                          | Лучшая женская роль второго плана                     | Кейт Бланшетт                                                         | Победа    |
| Оскар                          | Лучший оригинальный сценарий                          | Джон Логан                                                            | Номинация |
| Оскар                          | Лучшая операторская работа                            | Роберт Ричардсон                                                      | Победа    |
| Оскар                          | Лучшая работа художника-постановщика                  | Данте Ферретти, Франческа Ло Скьяво                                   | Победа    |
| Оскар                          | Лучший дизайн костюмов                                | Сэнди Пауэлл                                                          | Победа    |
| Оскар                          | Лучший монтаж                                         | Тельма Скунмейкер                                                     | Победа    |
| Оскар                          | Лучший звук                                           | Том Флайшмен, Петур Хлиддэл                                           | Номинация |
| BAFTA                          | Лучший фильм                                          | Майкл Манн, Сэнди Климан, Грэм Кинг, Чарльз Эванс-мл.                 | Победа    |
| BAFTA                          | Лучшая режиссура                                      | Мартин Скорсезе                                                       | Номинация |
| BAFTA                          | Лучшая мужская роль                                   | Леонардо Ди Каприо                                                    | Номинация |
| BAFTA                          | Лучшая мужская роль второго плана                     | Алан Алда                                                             | Номинация |
| BAFTA                          | Лучшая женская роль второго плана                     | Кейт Бланшетт                                                         | Победа    |
| BAFTA                          | Лучший оригинальный сценарий                          | Джон Логан                                                            | Номинация |
| BAFTA                          | Лучшая операторская работа                            | Роберт Ричардсон                                                      | Номинация |
| BAFTA                          | Лучшая работа художника-постановщика                  | Данте Феррети                                                         | Победа    |
| BAFTA                          | Лучшие визуальные эффекты                             | Роберт Легато, Питер Дж. Трэверс, Мэттью Грацнер, Р. Брюс Штейнхаймер | Номинация |
| BAFTA                          | Лучший дизайн костюмов                                | Сэнди Пауэлл                                                          | Номинация |
| BAFTA                          | Лучший монтаж                                         | Тельма Скунмейкер                                                     | Номинация |
| BAFTA                          | Лучший грим                                           | Мораг Росс, Кэтрин Блонделл, Сиан Григг                               | Победа    |
| BAFTA                          | Лучшая музыка к фильму                                | Говард Шор                                                            | Номинация |
| BAFTA                          | Лучший звук                                           | Филип Стоктон, Юджин Герти, Петур Хлиддэл, Том Флайшмен               | Номинация |
| Золотой глобус                 | Лучший фильм — драма                                  |                                                                       | Победа    |
| Золотой глобус                 | Лучшая режиссура                                      | Мартин Скорсезе                                                       | Номинация |
| Золотой глобус                 | Лучшая мужская роль в драме                           | Леонардо Ди Каприо                                                    | Победа    |
| Золотой глобус                 | Лучшая женская роль второго плана                     | Кейт Бланшетт                                                         | Номинация |
| Золотой глобус                 | Лучший сценарий                                       | Джон Логан                                                            | Номинация |
| Золотой глобус                 | Лучшая музыка к фильму                                | Говард Шор                                                            | Победа    |
| Премия Гильдии киноактёров США | Лучший актёрский ансамбль                             |                                                                       | Номинация |
| Премия Гильдии киноактёров США | Лучшая мужская роль                                   | Леонардо Ди Каприо                                                    | Номинация |
| Премия Гильдии киноактёров США | Лучшая женская роль второго плана                     | Кейт Бланшетт                                                         | Победа    |
| Грэмми                         | Лучший альбом, являющийся саундтреком для кино или ТВ | Говард Шор                                                            | Номинация |